# BMW Concept Z9
Pour les articles homonymes, voir BMW, BMW série Z et Z9.
La BMW Concept Z9 est un concept-car coupé 2+2 GT BMW série Z de luxe, du constructeur automobile allemand BMW, présenté au salon de l'automobile de Francfort 1999, puis en version coupé-cabriolet au mondial Paris Motor Show 2000.

## Histoire
Ce concept-car est conçu par Chris Bangle, chef designer du groupe BMW-Mini-Rolls-Royce, avec arrière de coupé sport BMW, carrosserie en fibre de carbone et aluminium, portières à double système d'ouverture (conventionnelle, ou en porte papillon motorisée), tableau de bord numérique Intuitive Interaction Concept (précurseur du iDrive BMW de 2001)...

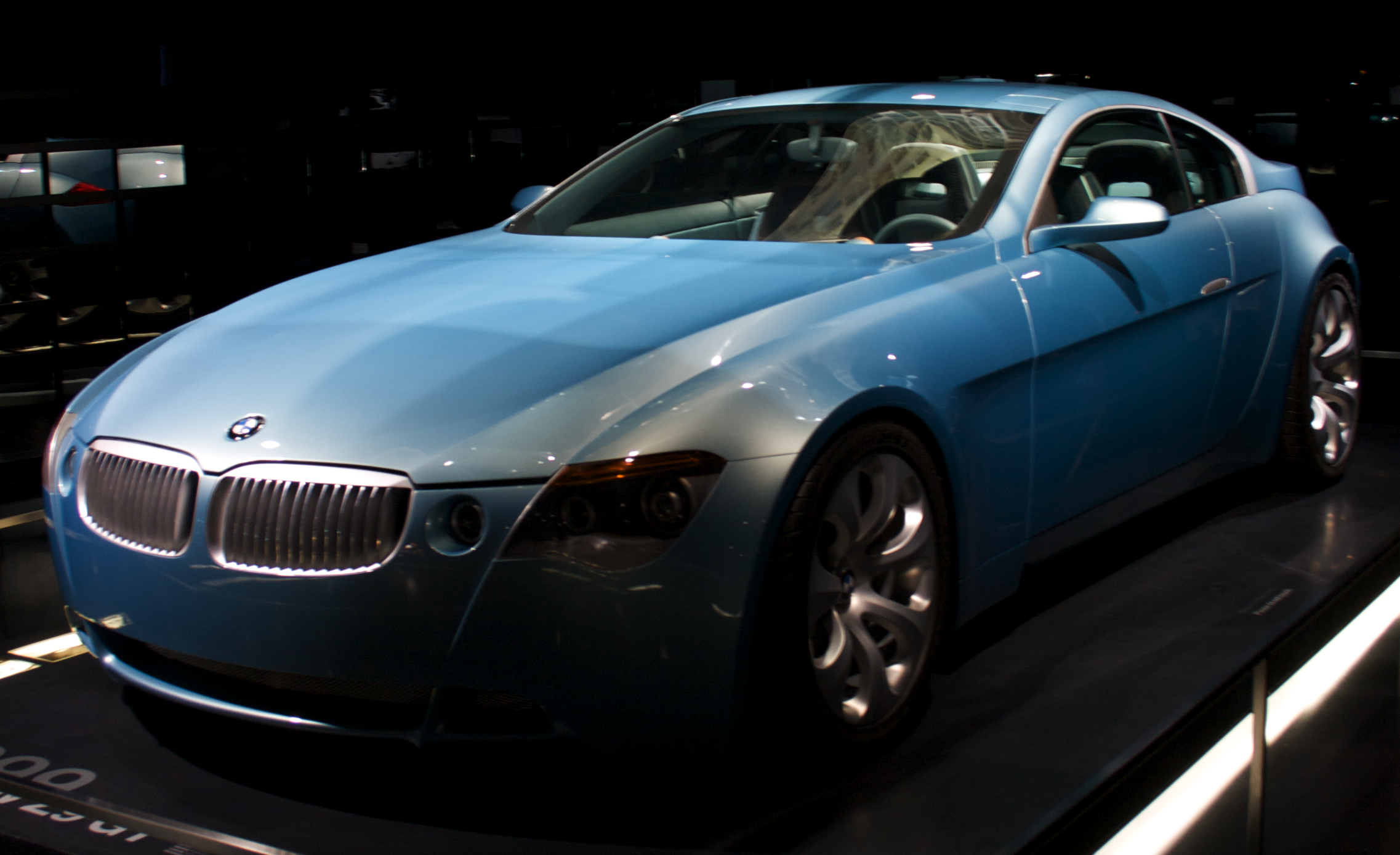
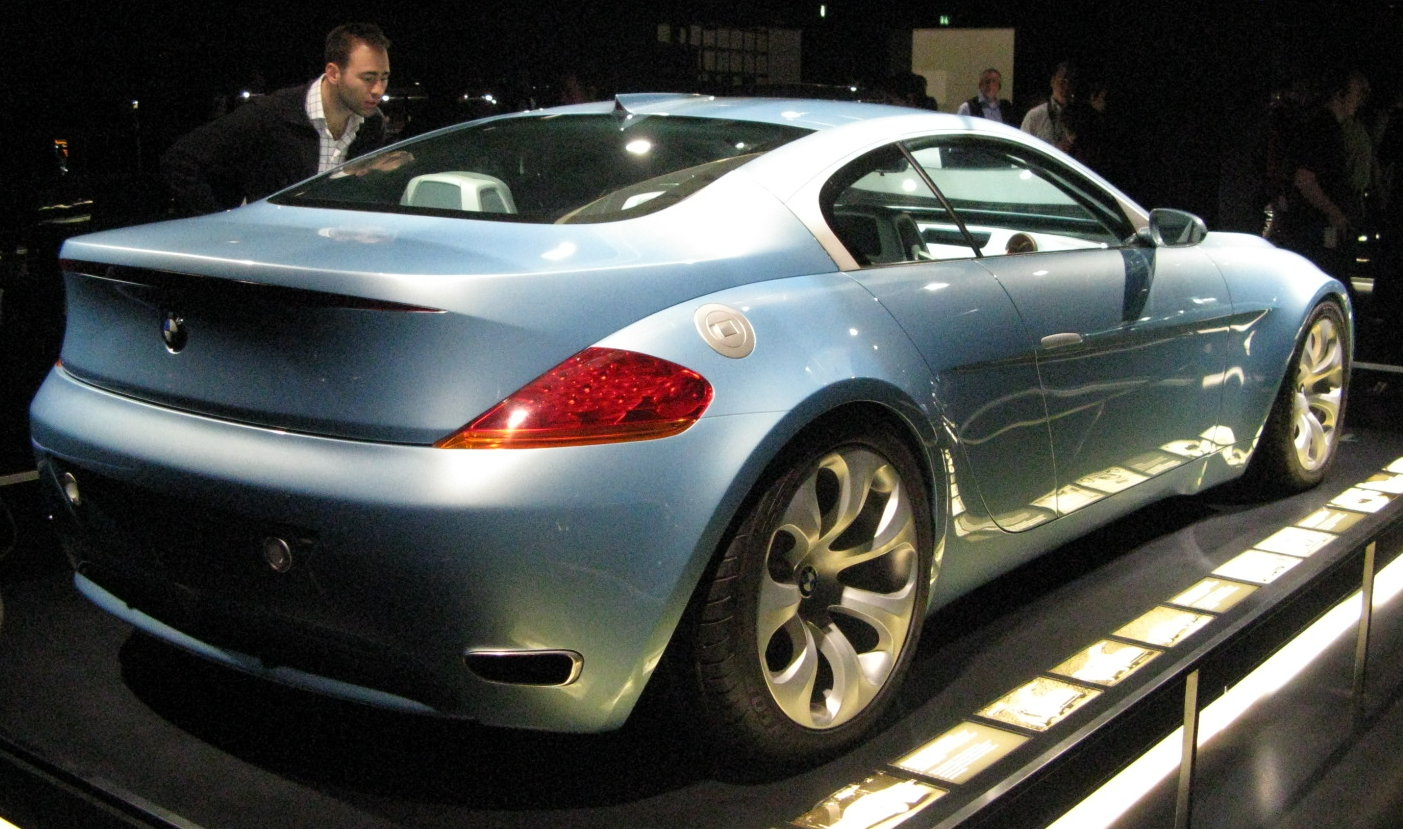

Le concept Z9 est motorisé par un moteur BMW M67 V8 turbo-diesel-injection direct-sport de BMW Série 7 740d (E38), de 3,9 L pour 245 ch, pour une vitesse de pointe de 250 km/h (puis de 4,4 L de 286 ch pour le coupé cabriolet), avec boite semi-automatique, pour concurrencer les Audi R8, et autres Mercedes-Benz SLS AMG...
Il inspire la 2e génération de  BMW série 6 (E63) (2003 à 2011), et BMW Gina de 2011...